# Opération Niki
Invasion turque de Chypre
L'Opération Niki (grec moderne : Επιχείρηση Νίκη), nommée d'après la déesse Niké, est une opération clandestine de pont aérien pendant l'invasion turque de Chypre, réalisée le 21/22 juillet 1974, visant à transporter un bataillon de commandos grecs de l'aéroport de Souda, Crète à Nicosie, Chypre. À leur arrivée, les avions sont engagés par des tirs amis, ce qui entraîne la perte de 33 hommes et la destruction de trois avions,,.

## Contexte
Depuis les années 1950, la Grèce adopte une politique étrangère favorisant l'union de Chypre avec la Grèce. En 1960, la république de Chypre est établie avec les Grecs chypriotes et les Turcs chypriotes comme ses deux communautés fondatrices. L'archevêque Makarios est élu premier président. Makarios en vient à croire que l'unification de l'île avec la Grèce n'est pas possible et poursuit une politique de non-alignement.
Après un coup d'État militaire en avril 1967, une junte militaire prend le pouvoir à Athènes. Les juntistes grecs soupçonnent Makarios de ne pas être vraiment en faveur de l'unification et préparent cinq plans pour le renverser entre 1971 et 1974. Finalement, le 15 juillet 1974, un coup d'État militaire orchestré par la Garde nationale chypriote et la junte d'Athènes réussit à déposer Makarios et à le remplacer par le nationaliste Nikos Sampson. Sous prétexte d'une opération de maintien de la paix, la Turquie prend des mesures militaires sous le nom de code Opération Attila et envahit Chypre le 20 juillet 1974.

## Préparatifs et départ
La direction grecque à Athènes est largement prise par surprise. La situation politique se détériore rapidement en raison de l'invasion turque et la junte est bientôt au bord de l'effondrement total. Malgré un ordre initial d'exécution, les plans militaires existants pour le renforcement des défenses à Chypre sont annulés. Dans un climat de confusion et d'indécision, il est finalement décidé d'envoyer un bataillon de commandos par voie aérienne. Un plan initial pour transporter un bataillon basé dans le nord de la Grèce depuis l'aéroport de Thessalonique en utilisant des avions Boeing 720 réquisitionnés de Olympic Airways est annulé. Plus tard, il est décidé de transporter par avion une autre unité depuis l'aéroport de Souda, en utilisant presque toute la flotte de transport de la Force aérienne hellénique à l'époque. L'unité choisie est la I Raider Squadron (el), renforcée par des hommes du III Raider Squadron capable d'opérations amphibies. Ainsi, en fin d'après-midi du 21 juillet, une flotte de 20 avions Noratlas et 10 C-47 est déplacée vers l'aéroport de Souda, base de la 115 Πτέρυγα Μάχης (el),.
Selon les ordres, les avions de transport décollent secrètement de nuit avec une séparation de cinq minutes et volent sans escorte de chasseurs. Pour éviter la détection, ils volent à des altitudes inférieures à 200 pieds en silence radio complet avec un minimum de lumières et aucun contact visuel entre eux. Ils atterrissent à Nicosie, déchargent les troupes et décollent immédiatement pour le retour en Grèce sous le couvert de l'obscurité. Chaque avion transporte quatre aviateurs (deux pilotes, un mécanicien navigant et un navigateur) et environ 30 commandos avec leurs armes et munitions. On estime que le vol de 750 km vers Chypre dure environ trois heures. En conséquence, l'heure limite à laquelle un avion peut décoller, voler vers Chypre, décharger et repartir avant l'aube est 24h00. Le premier avion décolle de Souda vers 22h35 et le plan de départ est suivi par les cinq premiers avions. Par la suite, plusieurs retards entraînent seulement 13 avions Noratlas de la 354 Μοίρα Τακτικών Μεταφορών (el) à décoller avant la limite de minuit. Deux autres avions, dont le second transporte les armes lourdes et les munitions de l'unité mais aucun soldat, ignorent les ordres et décollent à 00h20 et 00h23. Ces avions sont numérotés dans l'ordre de leur départ, recevant les codes Niki-1 à Niki-15. Les cinq Noratlas restants et tous les C-47 ne décollent pas.

## Arrivée à Nicosie
La Garde nationale chypriote ne dispose pas d'une force aérienne, par conséquent la Turquie dispose d'une supériorité aérienne totale sur l'île. La Force aérienne turque a bombardé l'aéroport de Nicosie et seulement un tiers de la piste est utilisable.
Sur les 15 Noratlas qui décollent, 13 atteignent Chypre et les deux autres atterrissent en Crète et à Rhodes en raison de problèmes mécaniques. À leur arrivée à l'Aéroport international de Nicosie vers 02h00 du matin, les avions sont engagés par les artilleurs anti-aériens de la Garde nationale chypriote du 195e bataillon MEA/AP, qui ne sont pas informés de leur arrivée et les prennent pour une attaque aéroportée turque. En conséquence, le 4e Noratlas (Niki-4) reçoit des tirs nourris et est abattu à deux miles de la piste avec la perte de quatre membres d'équipage et 27 commandos. Deux autres commandos sont tués et 10 blessés à bord du Niki-6, qui atterrit avec les deux moteurs gravement endommagés. Un autre avion Noratlas (Niki-3) est gravement endommagé et ne peut pas redécoller. Un autre avion (Niki-12) n'a pas suffisamment de carburant pour le vol retour. Ces avions sont détruits au sol par le copilote et le mécanicien de Niki 12, suivant les ordres du quartier général de la Force aérienne hellénique. La raison de cette destruction est que la Grèce n'est pas officiellement en guerre avec la Turquie, donc toute preuve d'implication grecque dans les opérations à Chypre doit être effacée. Les neuf avions restants parviennent à retourner en Grèce après avoir déchargé leurs troupes,.

## Retour des dépouilles
Les dépouilles du Niki-4 et les corps de la plupart des hommes qu'il transportait sont enterrés à la hâte sur une colline, qui est maintenant un cimetière militaire et un mémorial de guerre connu sous le nom de Tombe de Makedonitissa. À l'été 2015, des fouilles commencent à Makedonitissa dans le but de récupérer des restes humains. Après 14 mois, l'identification par ADN des personnes à bord est complétée et les dépouilles de 16 soldats grecs sont remises à leurs familles début octobre 2016, 42 ans après leur mort.

## Conséquences
L'opération Niki est qualifiée de suicidaire. Elle est mal préparée et utilise des avions vieillissants et peu fiables volant très bas avec seulement un gyrocompas pour les guider. La plupart des équipages et des commandos ne connaissent pas le terrain de leur destination. Les forces au sol à Nicosie ne sont pas informées à temps de leur arrivée. L'opération n'a pas de justification tactique mais seulement un caractère symbolique et de renforcement du moral. La logique d'un pont aérien plutôt que d'une opération de largage aérien est également critiquée,. Néanmoins, l'unité de commandos grecs transportée, désignée sous le nom de 35th Raider Squadron (35 MK) par les Chypriotes grecs, combat vaillamment lors de la deuxième invasion turque d'août 1974 et contribue de manière décisive à empêcher Nicosie de tomber entre les mains des Turcs. Ironiquement, l'unité n'a aucune perte sur le champ de bataille. À l'exception de l'ordre donné au Lt Cdr E. Handrinos de retourner son navire (L-172 Lesvos) et de débarquer les troupes de l'ELDYK qu'il avait embarquées la veille, l'opération Niki est la seule tentative grecque matérialisée pour renforcer la défense de Chypre pendant l'invasion.
Aucune enquête militaire n'est jamais ordonnée concernant les circonstances de la perte du Niki-4 et personne n'est jamais tenu pour responsable. La junte grecque s'effondre le 23 juillet 1974, principalement à cause des événements à Chypre.